# Dicaelotus punctiventris
Dicaelotus punctiventris là một loài tò vò trong họ Ichneumonidae.